# شيخوخة الصين

توقعات الهيكل العمري للصين حتى عام 2100 من عام 2023 من قبل الأمم المتحدة

يشيخ سكان الصين بشكل أسرع من جميع البلدان الأخرى تقريبًا في التاريخ الحديث. وفي عام 2050، ستصل نسبة الصينيين الذين تجاوزوا سن التقاعد إلى 39 في المائة من إجمالي السكان وفقا للتوقعات. تتقدم الصين بسرعة في مرحلة الشيخوخة في مرحلة مبكرة من تطورها مقارنة بالدول الأخرى. يمكن أن تعيق الاتجاهات الديموغرافية الحالية النمو الاقتصادي وتخلق مشكلات اجتماعية صعبة في الصين.